# Волхв (гурт)
Волхв — український російськомовний heathen black metal гурт. Створений у 1999 у складі:
- Огнеслов — вокал, бас-гітара, ударні (Kroda, Svarga, Dragobrath, Чугайстер)
- Дождич — гітара

У 1999—2003 роках з перемінним успіхом тривав запис альбому, що був реалізований на «Totenpilz» у 2004 році. Орієнтовно в час закінчення запису й видання альбому гурт припинив існування. Частина ідей, започаткованих у творчості «Волхва», були використані Огнесловом (Eisenslav'ом) на альбомах Kroda.
| Назва      | Переклад     | Тип                | Лейбл     | Рік  |
| ---------- | ------------ | ------------------ | --------- | ---- |
| Древо Мира | Дерево світу | Повноцінний альбом | Totenpilz | 2004 |